# 소련의 독일 점령 지역
소련의 독일 점령 지역(독일어: Sowjetische Besatzungszone (SBZ) 또는 Ostzone, lit. '동부 지역'; 러시아어: Советская оккупационная зона Германии, 로마자 표기: Sovetskaya okkupatsionnaya zona Germanii)은 1945년 8월 2일 포츠담 협정의 결과로 소련이 점령한 독일의 한 구역이었다. 1949년 10월 7일, 독일 소련 점령 지역에서 동독(독일 민주공화국)이 설립되었다.
소련 점령 지역(SBZ)은 제2차 세계 대전 말 연합국의 승리로 만들어진 독일의 4개 점령 지역 중 하나였다. 포츠담 협정에 따라 주독 소련군 점령 행정기관(SMAD)은 독일 중부 지역을 관할하도록 지정되었다. 오데르-나이세선 동쪽의 독일 지역은 폴란드에 합병되고 독일인이 추방될 예정이었다. 이는 독일과의 최종 평화 회의가 열릴 때까지 유지되는 임시 조치였다.
미군과 영국군이 붉은 군대와 만나 ‘접촉선’을 형성하기 시작했을 때, 소련의 점령 지역으로 예정된 독일의 일부는 소련 통제 외에 있었다. 몇 달간의 점령 후, 영국과 미국이 확보한 이 지역들은 1945년 7월, 사전에 합의된 점령 구역 경계에 따라 소련에 양도되었다.
소련군 점령 행정기관(SMAD)은 4개의 정당을 설립하도록 허용했지만, 이들 정당은 모두 "민주연합"(후에 독일 민주공화국 국민전선)이라는 동맹 아래에서 협력해야 했다. 1946년 4월, 독일 사회민주당(SPD)과 독일 공산당(KPD)이 강제로 통합되어 이후 동독의 집권당이 된 사회주의통일당(SED)이 창당되었다.
1945년 소련 점령 지역은 주로 프로이센 중부 지역으로 구성되었다. 1947년 연합국이 프로이센을 해체한 후, 이 지역은 브란덴부르크주, 메클렌부르크주, 작센주, 작센안할트주, 튀링겐주 등 독일의 여러 주(Länder)로 나뉘었다.  1949년 10월 7일, 소련 점령 지역은 독일 민주공화국으로 전환되었다. 1952년에는 점령기 동안 유지되었던 주들이 해체되고 14개 구(Bezirke)와 동베를린 구역으로 재편되었다.
1952년, 냉전의 정치적 대립이 심화되는 가운데, 이오시프 스탈린은 중립적인 통일 독일에 대한 가능성을 서방 연합국에 타진하였다(‘스탈린 노트’). 그러나 서방의 무관심은 소련 점령 지역이 향후 40년간 독일 민주공화국으로 정체성을 확립하는 계기가 되었다. 서독에서는 동독을 국가로 인정하지 않았기 때문에 ‘소련 점령 지역’ 또는 ‘소위 독일 민주공화국’이라는 표현이 공식적이자 일반적으로 사용되었다. 1972년 빌리 브란트 정부의 동방정책(Ostpolitik) 하에서 조건부로 동독을 인정하기 전까지 이 입장은 유지되었다.

## 같이 보기
- 연합군 점령하 독일